# 莫方和瓦什雷斯
莫方和瓦什雷斯（法語：Moffans-et-Vacheresse，法語發音：[mɔfɑ̃ e vaʃʁɛs]）是法国上索恩省的一个市镇，属于吕尔区。

## 地理
莫方和瓦什雷斯（47°37'45"N, 6°33'2"E）面积14.09 平方千米，位于法国勃艮第-弗朗什-孔泰大區上索恩省，该省份为法国东部内陆省份，北起顺时针与孚日省、贝尔福地区省、杜省、汝拉省、科多尔省和上马恩省接壤。
与莫方和瓦什雷斯接壤的市镇（或旧市镇、城区）包括：弗罗泰莱吕尔、洛蒙、吕尔、拉韦尔热讷、武南。
莫方和瓦什雷斯的时区为UTC+01:00、UTC+02:00（夏令时）。

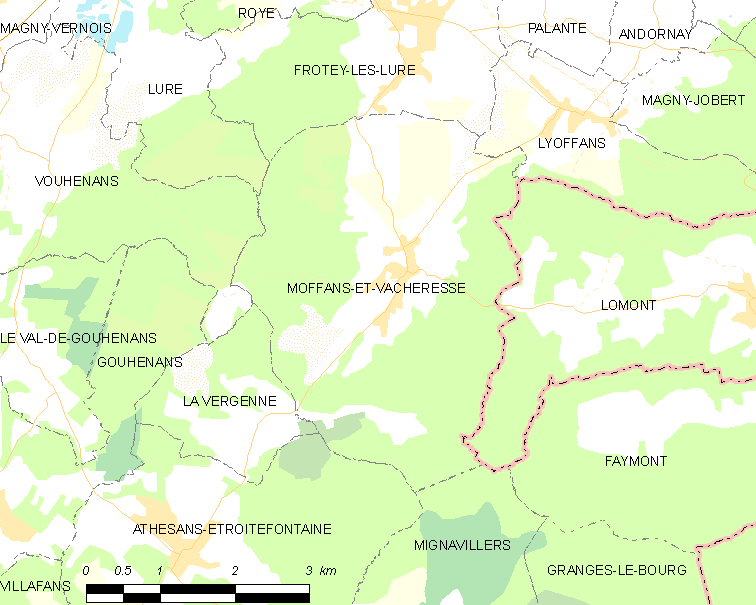
莫方和瓦什雷斯的OSM定位图

## 行政
莫方和瓦什雷斯的邮政编码为70200，INSEE市镇编码为70348。

## 政治
莫方和瓦什雷斯所属的省级选区为吕尔第二县。

## 人口

1962-2008年间莫方和瓦什雷斯人口变化图示

莫方和瓦什雷斯于2022年1月1日时的人口数量为613人。